# Jordi Vicenç Pou i Jové
Jordi Vicenç Pou i Jové (Lleida, 1968), conegut com a Jordi V. Pou, és un fotògraf lleidatà actiu des dels anys 80 del segle xx. Durant els anys 90 va ser reporter i fotògraf de premsa en diversos mitjans. Va ser cap de fotografia del Periòdic d'Andorra, col·laborador del Periódico de Catalunya i fotògraf de l'agència Cover i membre de la UPIFC (Unió de Professionals de la Fotografia de Catalunya).
Establert com a fotògraf professional a Lleida, treballa majoritàriament la fotografia en blanc i negre de caràcter intimista i urbà. Des de l'any 2009 s'ha dedicat a experimentar amb noves eines i espais de treball, que inclouen la fotografia amb telèfons mòbils i la seva interacció amb Internet i les xarxes socials. El projecte Kokovoko és un projecte reconegut a nivell internacional.
La foto titulada Palets (2004) fou adquirida l'any 2005 per l'Ajuntament de Lleida i forma part de la col·lecció del Museu d'Art Jaume Morera.
La seva obra ha estat exposada, entre d'altres, al Centre d'Art Santa Mònica de Barcelona, el Círculo de Bellas Artes a Madrid, el Museu d'Art Jaume Morera, el Centre d'Art la Panera, la Giorgi Gallery de Berkeley, la Schlechtriem Brothes Gallery de Berlín, la Four and a Half Walls Gallery de Melbourne, la MMS Gallery de Filadèlfia o l'OpenHouse Gallery de Nova York.
L'any 2014 el seu projecte Ref.1048 es va incloure a l'exposició Fotografía 2.0, comissariada per Joan Fontcuberta, dins del programa oficial del festival internacional de fotografia PhotoEspaña 14.

## Projecte Kokovoko
| «                 | Més enllà de l'Oest i el Sud. No surt a cap mapa; els llocs autèntics mai ho fan. | » |
| — Herman Melville |                                                                                   |   |

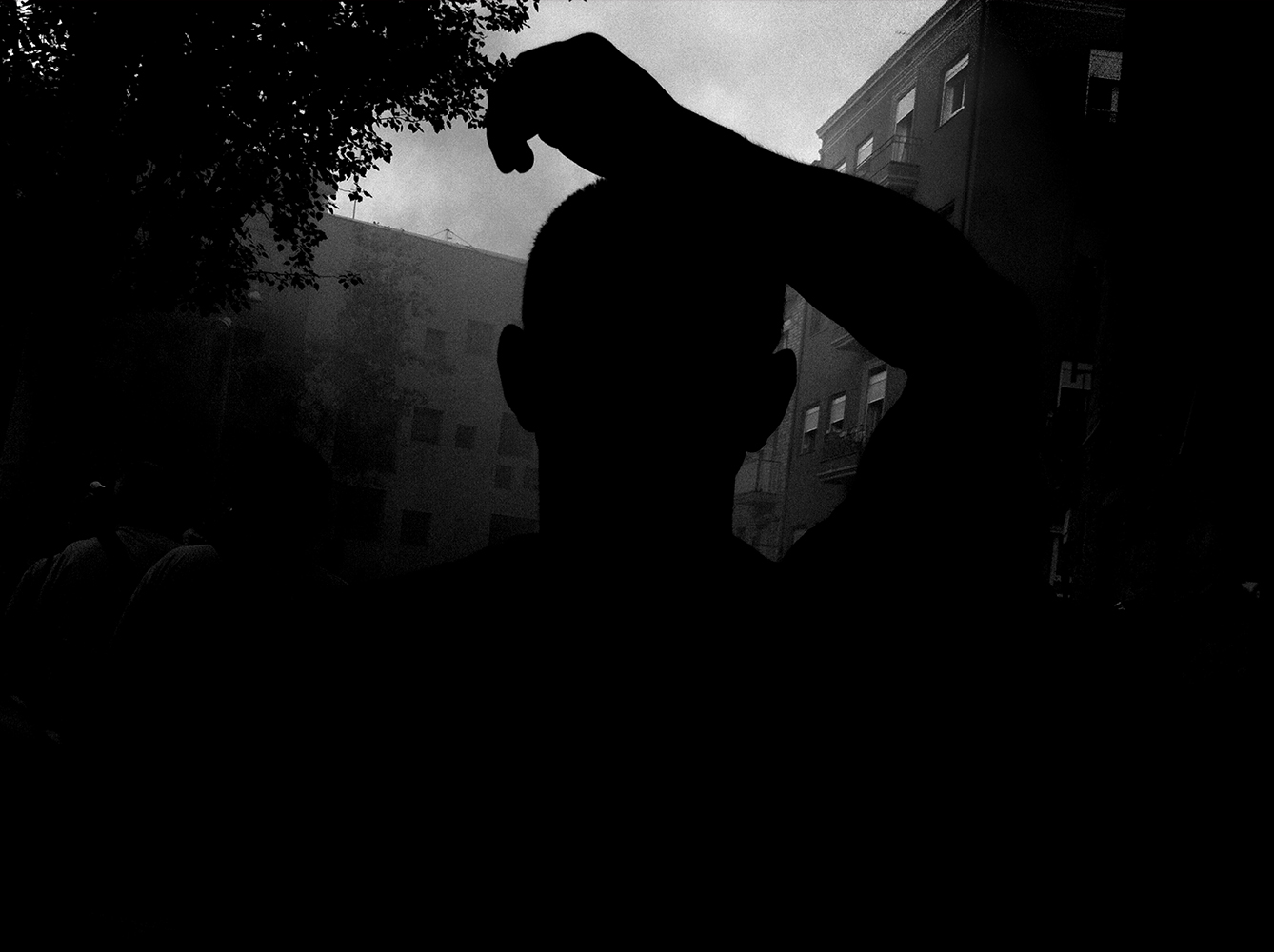
Fotografia del projecte Kokovoko del 14 de maig de 2013

Kokovoko fa referència a una illa imaginària remota que Herman Melville menciona a la novel·la Moby Dick. Amb aquest esperit, l'any 2009 Pou va iniciar el projecte Kokovoko. Sota la forma d'un diari en línia (un fotoblog), el fotògraf cada dia carrega una fotografia, feta amb el seu telèfon mòbil, tot retratant escenes quotidianes del seu espai més immediat d'una manera marcadament espontània, similar a la dels antics fotògrafs, per bé que Pou efectua un treball de postproducció. Val a dir que per bé que creix diàriament, el projecte Kokovoko s'ha d'entendre com quelcom unitari, com un mapa vital del mateix Pou, significatiu per al fotògraf però un engany per l'espectador.

## ProjecteObserved(o)
Durant els mesos d'octubre i novembre de 2013, va dur a terme el projecte Observed (o) a la ciutat de Lleida, amb la intenció de convidar a la reflexió sobre l'aparent contradicció existent entre la quotidianització dels telèfons mòbils intel·ligents amb càmera incorporada que, units a les xarxes socials, permeten fer i compartir fotografies de qualsevol cosa i a qualsevol instant i la creixent preocupació per la privadesa i la protecció de les dades personals.
Aquest projecte consistí en nou accions de naturalesa diversa: Pou va servir-se d'Instagram per extreure imatges de 1500 primers plans d'ulls diferents i penjar-les en diversos formats per tot d'indrets aleatoris de la ciutat de Lleida, ja mitjançant adhesius (acció ST1500) o banderoles (acció City). Mig miler d'aquestes imatges foren muntades en xapes que foren repartides gratuïtament des del Museu d'Art Jaume Morera (acció Pins), 250 imatges foren unides mitjançant tècniques de morphing en un bucle visual que fou projectat cada nit que durà el projecte a la paret elmur.net de la Fundació Ferreruela Sanfeliu de Lleida (acció Loop), i el diari Segre publicà una imatge d'un ull en una ubicació aleatòria del diari durant cada dia que durà el projecte (acció Press).
A més, va crear una peça de net.art en col·laboració amb el Centre d'Art La Panera, consistent en una aplicació d'intercanvi anònim de fotografies d'ulls, on els usuaris enviaven a complets desconeguts fotografies d'ulls i en rebien d'altres a canvi, sense saber mai d'on provenien ni a qui les enviaven (acció Rando). Tots els ulls emprats es podien visualitzar en una pàgina web i interactuar-hi mitjançant el ratolí (acció Net), que també oferia un truc visual als usuaris (acció Optical). Finalment va instal·lar una webcam a l'entrada del Parc Científic de la ciutat, que va retransmetre en directe la vida de l'indret mentre va durar el projecte (acció Webcam). Volia reflectir com ràpidament es pot passar d'observador a observat, una realitat que es pot esdevenir de forma inesperada en tant que el món és cada cop més ple d'ulls que miren arreu, normalitzats en una realitat que evoca l'univers de la novel·la 1984 de George Orwell, que narrava un món ple de càmeres i ulls per controlar la població.